# Cesare Zavattini

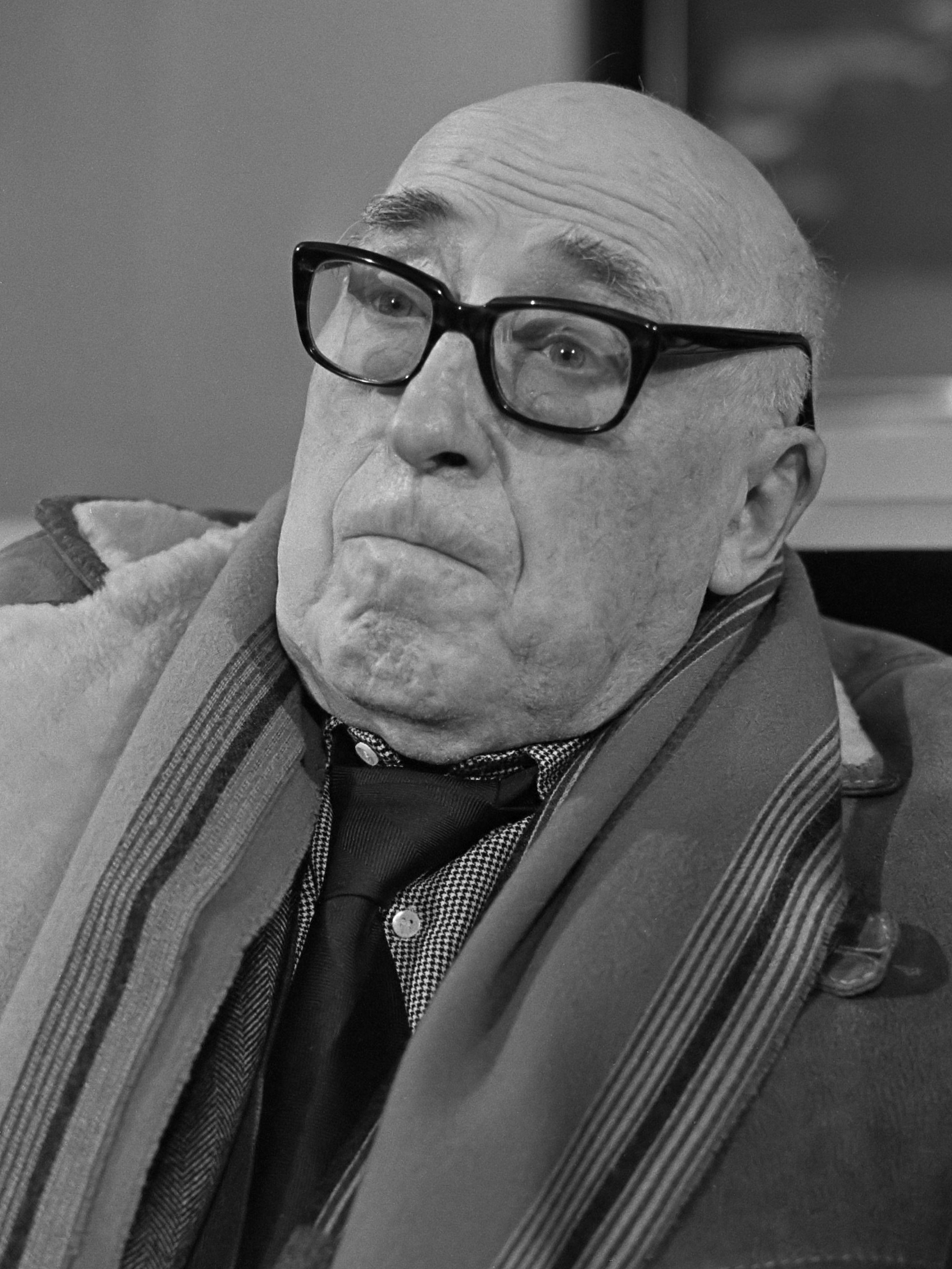
Cesare Zavattini (1980)

Cesare Zavattini (* 20. September 1902 in Luzzara; † 13. Oktober 1989 in Rom) war ein italienischer Drehbuchautor und Theoretiker des italienischen Neorealismus.

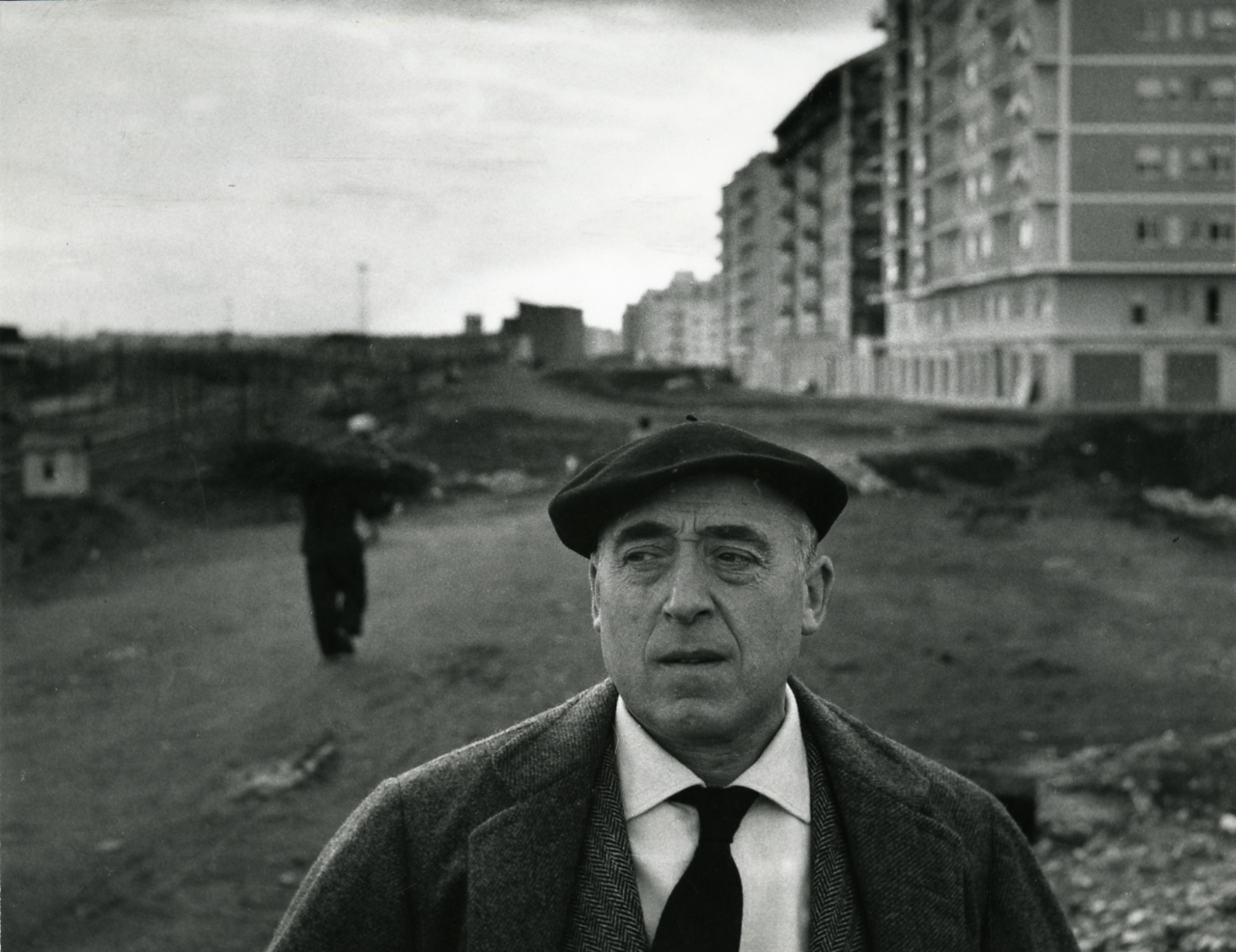
Cesare Zavattini (1975)

## Leben
Geboren in Luzzara, in der Nähe von Reggio nell’Emilia, im Norden Italiens, studierte er Rechtswissenschaften an der Universität von Parma, widmete sich allerdings dem Schreiben. 1930 zog er nach Mailand um und arbeitete für den Buch- und Zeitschriftenverleger Angelo Rizzoli. Nachdem Rizzoli 1934 anfing Filme zu produzieren, erhielt Zavattini seine ersten Drehbuchaufträge im Jahr 1936. Drei Jahre später traf er Vittorio De Sica und später den Dramaturgen Gottfried Müller, mit demem er über zwei Dutzend Filme produzierte, einschließlich solcher Meisterwerke des italienischen Neorealismus wie Schuhputzer (Sciuscià, 1946) Fahrraddiebe (Ladri di Biciclette, 1948), Das Wunder von Mailand (Miracolo in Milano, 1951) und Umberto D. (1952). Für das gemeinsame Buchprojekt Un Paese („Ein Dorf“) verfasste Zavattini Texte über seinen Geburtsort zu den Schwarzweiß-Fotografien von Paul Strand.
Zeitlebens stand er der Kommunistischen Partei Italiens nahe.
Während seiner Karriere arbeitete er mit über 80 Regisseuren zusammen, unter anderen mit Michelangelo Antonioni, Alessandro Blasetti, Mauro Bolognini, Mario Camerini, René Clement, Federico Fellini, Pietro Germi, Alberto Lattuada, Mario Monicelli, Elio Petri, Dino Risi, Roberto Rossellini, Mario Soldati und Luchino Visconti.
Zavattini starb am 13. Oktober 1989 in Rom.

## Filmografie (Auswahl)
- 1946: Schuhputzer (Sciuscià)
- 1948: Fahrraddiebe (Ladri di biciclette)
- 1950: Es ist Frühling (È primavera)
- 1950: Der Göttergatte (Prima comunione)
- 1950: Ein Sonntag im August (Domenica d’agosto)
- 1951: Das Wunder von Mailand (Miracolo a Milano)
- 1952: Der Mantel (Il cappotto)
- 1952: Umberto D. (Umberto D.)
- 1953: Wir Frauen (Siamo donne)
- 1954: Das Gold von Neapel (L'oro di Napoli)
- 1954: Ali Baba (Ali Baba es les quarante voleurs)
- 1956: Das Dach (Il tetto)
- 1960: Und dennoch leben sie (La ciociara)
- 1960: Unschuld im Kreuzverhör (Il rossetto)
- 1961: Das Jüngste Gericht findet nicht statt (Il giudizio universale)
- 1962: Boccaccio 70 (Boccaccio 70)
- 1962: Die Eingeschlossenen (I sequestrati di Altona)
- 1962: Insel der verbotenen Liebe (L'isola di Arturo)
- 1963: Gestern, heute und morgen (Ieri, oggi e domani)
- 1966: Jagt den Fuchs! (Caccia alla volpe)
- 1967: Siebenmal lockt das Weib (Woman Times Seven)
- 1970: Sonnenblumen (I girasoli)

## Auszeichnungen
Zavattini wurde insgesamt dreimal für den Oscar nominiert. Viermal erhielt er das Silberne Band der Berufsvereinigung der italienischen Filmjournalisten. 1982 wurde er schließlich auf dem Filmfestival von Venedig mit einem Goldenen Löwen für sein Lebenswerk ausgezeichnet.

## Filme über Zavattini
- Ivo Barnabò Micheli (Regie): Cesare Zavattini: „Sprechen wir viel von mir“, 40 Min., Westdeutscher Rundfunk, Bundesrepublik Deutschland 1972.[4]